# Lijst van beelden in Gelderland
Hieronder een overzicht van lijsten van beelden per gemeente in de provincie Gelderland.
- Lijst van beelden in Aalten
- Lijsten van beelden in Apeldoorn:
  - Lijst van beelden in Apeldoorn-Noord
  - Lijst van beelden in Apeldoorn-Zuid
  - Lijst van beelden op het terrein van het voormalige Groot Schuylenburg
  - Lijst van beelden in dorpen in de gemeente Apeldoorn
- Lijst van beelden in Arnhem
- Lijst van beelden in Barneveld
- Lijst van beelden in Berg en Dal
- Lijst van beelden in Berkelland
- Lijst van beelden in Beuningen
- Lijst van beelden in Bronckhorst
- Lijst van beelden in Brummen
- Lijst van beelden in Buren
- Lijst van beelden in Culemborg
- Lijst van beelden in Doesburg
- Lijst van beelden in Doetinchem
- Lijst van beelden in Druten
- Lijst van beelden in Duiven
- Lijst van beelden in Ede
  - Beeldenpark van het Kröller-Müller Museum in Otterlo
- Lijst van beelden in Elburg
- Lijst van beelden in Epe
- Lijst van beelden in Ermelo
- Lijst van beelden in Harderwijk
- Lijst van beelden in Hattem
- Lijst van beelden in Heerde
- Lijst van beelden in Heumen
- Lijst van beelden in Lingewaard
- Lijst van beelden in Lochem
- Lijst van beelden in Maasdriel
- Lijst van beelden in Montferland
- Lijst van beelden in Neder-Betuwe
- Lijst van beelden in Nijkerk
- Lijst van beelden in Nijmegen
- Lijst van beelden in Nunspeet
- Lijst van beelden in Oldebroek
- Lijst van beelden in Oost Gelre
- Lijst van beelden in Oude IJsselstreek
- Lijst van beelden in Overbetuwe
- Lijst van beelden in Putten
- Lijst van beelden in Renkum
- Lijst van beelden in Rheden
- Lijst van beelden in Rozendaal
- Lijst van beelden in Scherpenzeel
- Lijst van beelden in Tiel
- Lijst van beelden in Voorst
- Lijst van beelden in Wageningen
- Lijst van beelden in West Betuwe
- Lijst van beelden in West Maas en Waal
- Lijst van beelden in Westervoort
- Lijst van beelden in Wijchen
- Lijst van beelden in Winterswijk
- Lijst van beelden in Zaltbommel
- Lijst van beelden in Zevenaar
- Lijst van beelden in Zutphen

Drenthe ·
Flevoland ·
Friesland ·
Gelderland ·
Groningen ·
Limburg ·
Noord-Brabant ·
Noord-Holland ·
Overijssel ·
Utrecht ·
Zeeland ·
Zuid-Holland